# Scoliotropidaceae
Famille
Les Scoliotropidaceae sont une famille d'algues de l'embranchement des Bacillariophyta (Diatomées), de la classe des Bacillariophyceae et de l’ordre des Naviculales.

## Étymologie
Le nom de la famille vient du genre type Scoliotropis, dérivé du grec σκολιός / skoliós, « courbé, oblique, tortueux », et du suffixe grec -trope (de  τροπος / tropos, « manière, façon, tournée vers »), en référence à la forme de la diatomée dont « (les) valves allongées symétriques (sont séparées par une) ligne médiane légèrement sigmoïde (en forme de "S"), surtout vers les extrémités ».

## Liste des genres
Selon AlgaeBase (23 mai 2022) :
- Alloioneis K.M.Schumann, 1878
- Biremis D.G.Mann & E.J.Cox, 1990
- Diadema K.-D.Kemp & Paddock, 1989
- Diademoides K.-D.Kemp & T.B.B.Paddock, 1990
- Progonoia H.-J.Schrader, 1969
- Scoliotropis P.T.Cleve, 1894  genre type

## Systématique
Le nom correct complet (avec auteur) de ce taxon est Scoliotropidaceae Mereschkowsky, 1903.